# Коробочка (персонаж)
Наста́сья Петро́вна Коро́бочка — персонаж поэмы Николая Васильевича Гоголя «Мёртвые души». Одна из помещиков, с которыми Павел Иванович Чичиков ведёт торги по поводу скупки умерших крепостных крестьян. Именно Коробочка раскрыла тайну Чичикова — зачем тот покупал мёртвые души. К образу Коробочки обращались художники Александр Агин, Пётр Боклевский, и другие.

## Имя
По мнению исследователей, фамилия Коробочки является выражением сущности её натуры, которая характеризуется скопидомством, недоверчивостью, упрямством, суеверностью и просто глупостью. Имя и отчество Коробочки — Настасья Петровна — отсылает к медведице из русских народных сказок.

## Внешний вид
Прототипом Коробочки может служить русский фольклорный персонаж Баба-Яга. В её внешности и общем образе также чувствуется отсылка к другим героиням Гоголя — к «сатанинской бабусе» из «Вия» или к ведьмам из «Вечеров на хуторе близ Диканьки».

## Характер
Скопидомство и жадность — два основных компонента характера Коробочки. Она страшно боится продешевить при продаже Чичикову «мёртвых душ», несмотря на то, что они ей не нужны — а вдруг на что-нибудь да сгодятся.

## Окружающая обстановка
Все вещи в доме Коробочки должны служить наивному представлению своей хозяйки о достатке и пышной красоте. В её комнате стоит комод, в котором помимо одежды имеется тайное отделение для хранения денег, что напоминает дорожную шкатулку Чичикова с аналогичным отделением — поэтому именно Коробочка разоблачает план своего гостя. В комнатах Коробочки — с одной стороны масса всякого ненужного хлама, с другой — сама хозяйка полагает, что многое из того, что хранится в её доме, должно служить показателем её достатка и понимания хозяйкой красоты.

## Образ в экранизациях
- 1960 — Анастасия Зуева
- 1984 — Тамара Носова
- 2005 — Елена Галибина
- 2020 — Елена Коренева